# Atsuko Ikeda
Atsuko Ikeda (池田厚子?, Ikeda Atsuko), nata Atsuko, Principessa Yori (順宮厚子内親王?, Yori-no-miya Atsuko Naishinnō; Tokyo, 7 marzo 1931), è la quarta figlia dell'Imperatore Hirohito e dell'Imperatrice Kōjun.

## Biografia
La principessa Atsuko è nata nel Palazzo imperiale di Tokyo il 7 marzo 1931. Il suo appellativo nell'infanzia è stato Yori-no-miya .
Come era pratica al tempo, non è stata allevata dai suoi genitori biologici dopo l'età di tre anni, ma da una successione di dame di corte in un palazzo separato, costruito per lei e le sue sorelle più giovani, nel quartiere Marunouchi di Tokyo nel 1930. Si è diplomata presso la scuola Gakushūin, ed è stata istruita insieme ai suoi fratelli in lingua inglese da una tutor americano, Elizabeth Grey Vining, durante l'occupazione americana del Giappone dopo la seconda guerra mondiale. In seguito, si è laureata presso il collegio femminile dell'Università Gakushūin.
Il 10 ottobre 1952, ha sposato Ikeda Takamasa, figlio maggiore dell'ex marchese Nobumasa Ikeda e discendente diretto dell'ultimo daimyō del dominio Okayama, che aveva conosciuto in una cerimonia del tè giapponese nei giardini Kōraku-en ad Okayama. La coppia si era fidanzata dopo solo sei mesi, ma i piani di matrimonio sono stati rinviati a causa della morte dell'imperatrice Teimei e del successivo periodo di lutto. Con il suo matrimonio, la principessa Yori è diventata la seconda figlia di un imperatore a rinunciare al suo status di membro della famiglia imperiale giapponese e a diventare una cittadina comune, in accordo con la legge della casa imperiale del 1947.
L'ex principessa si è trasferita nella prefettura di Okayama, dove suo marito, un ricco allevatore di bestiame, ha servito come direttore dello zoo Ikeda, nella periferia della città di Okayama, per oltre cinquanta anni.
Nel 1965, è stata ricoverata per sepsi, destando grande preoccupazione nella famiglia imperiale, essendo già prematuramente deceduta per un cancro allo stomaco la sorella maggiore Shigeko.
Nell'ottobre del 1988, è succeduta alla sorella Kazuko, come sacerdotessa del santuario di Ise. Serve anche come presidente dell'Associazione dei santuari shintoisti.
Non ha avuto figli.

## Ascendenza
|                             |                       |                            | Genitori                       |  |  | Nonni |  |  | Bisnonni |  |  | Trisnonni |  |
|                             |                       |                            |                                |  |  |       |  |  | Meiji    |  |  | Kōmei     |  |
|                             |                       |                            |                                |  |  |       |  |  | Meiji    |  |  | Kōmei     |  |
|                             |                       | Nobile Yoshiko Nakayama    |                                |  |  |       |  |  | Meiji    |  |  |           |  |
| Taishō                      |                       |                            |                                |  |  |       |  |  | Meiji    |  |  |           |  |
|                             |                       | Nobile Yanagihara Naruko   | Conte Takamitsu Yanagihara     |  |  |       |  |  |          |  |  |           |  |
|                             |                       | Nobile Yanagihara Naruko   | Conte Takamitsu Yanagihara     |  |  |       |  |  |          |  |  |           |  |
|                             |                       | Nobile Yanagihara Naruko   | Nobile Utano Hasegawa          |  |  |       |  |  |          |  |  |           |  |
| Hirohito                    |                       | Nobile Yanagihara Naruko   |                                |  |  |       |  |  |          |  |  |           |  |
|                             |                       | Principe Kujō Michitaka    | Principe Kujo Hisatada         |  |  |       |  |  |          |  |  |           |  |
|                             |                       | Principe Kujō Michitaka    | Principe Kujo Hisatada         |  |  |       |  |  |          |  |  |           |  |
|                             |                       | Principe Kujō Michitaka    | Nobile Tsuneko Karahashi       |  |  |       |  |  |          |  |  |           |  |
| Imperatrice Teimei          |                       | Principe Kujō Michitaka    |                                |  |  |       |  |  |          |  |  |           |  |
|                             |                       | Nobile Ikuko Noma          | Nobile Yorioki Noma            |  |  |       |  |  |          |  |  |           |  |
|                             |                       | Nobile Ikuko Noma          | Nobile Yorioki Noma            |  |  |       |  |  |          |  |  |           |  |
|                             |                       | Nobile Ikuko Noma          | Nobile Kairi Yamokushi         |  |  |       |  |  |          |  |  |           |  |
| Atsuko Ikeda                |                       | Nobile Ikuko Noma          |                                |  |  |       |  |  |          |  |  |           |  |
|                             | Principe Kuni Asahiko | Principe Fushimi Kuniie    |                                |  |  |       |  |  |          |  |  |           |  |
|                             | Principe Kuni Asahiko | Principe Fushimi Kuniie    |                                |  |  |       |  |  |          |  |  |           |  |
|                             | Principe Kuni Asahiko | Nobile Nobuko Toriikōji    |                                |  |  |       |  |  |          |  |  |           |  |
| Principe Kuniyoshi Kuni     | Principe Kuni Asahiko |                            |                                |  |  |       |  |  |          |  |  |           |  |
|                             |                       | Nobile Makiko Izumi        | Nobile Toshimasu Izumitei      |  |  |       |  |  |          |  |  |           |  |
|                             |                       | Nobile Makiko Izumi        | Nobile Toshimasu Izumitei      |  |  |       |  |  |          |  |  |           |  |
|                             |                       | Nobile Makiko Izumi        | Nobile Mako Yatoshi            |  |  |       |  |  |          |  |  |           |  |
| Imperatrice Kōjun           |                       | Nobile Makiko Izumi        |                                |  |  |       |  |  |          |  |  |           |  |
|                             |                       | Principe Shimazu Tadayoshi | Principe Shimazu Tadayoshi     |  |  |       |  |  |          |  |  |           |  |
|                             |                       | Principe Shimazu Tadayoshi | Principe Shimazu Tadayoshi     |  |  |       |  |  |          |  |  |           |  |
|                             |                       | Principe Shimazu Tadayoshi | Nobile Chimoko Echizen-Shimazu |  |  |       |  |  |          |  |  |           |  |
| Principessa Chikako Shimazu |                       | Principe Shimazu Tadayoshi |                                |  |  |       |  |  |          |  |  |           |  |
|                             |                       | Nobile Sumako Yamazaki     | …                              |  |  |       |  |  |          |  |  |           |  |
|                             |                       | Nobile Sumako Yamazaki     | …                              |  |  |       |  |  |          |  |  |           |  |
|                             |                       | Nobile Sumako Yamazaki     | …                              |  |  |       |  |  |          |  |  |           |  |
|                             |                       | Nobile Sumako Yamazaki     |                                |  |  |       |  |  |          |  |  |           |  |

## Galleria d'immagini

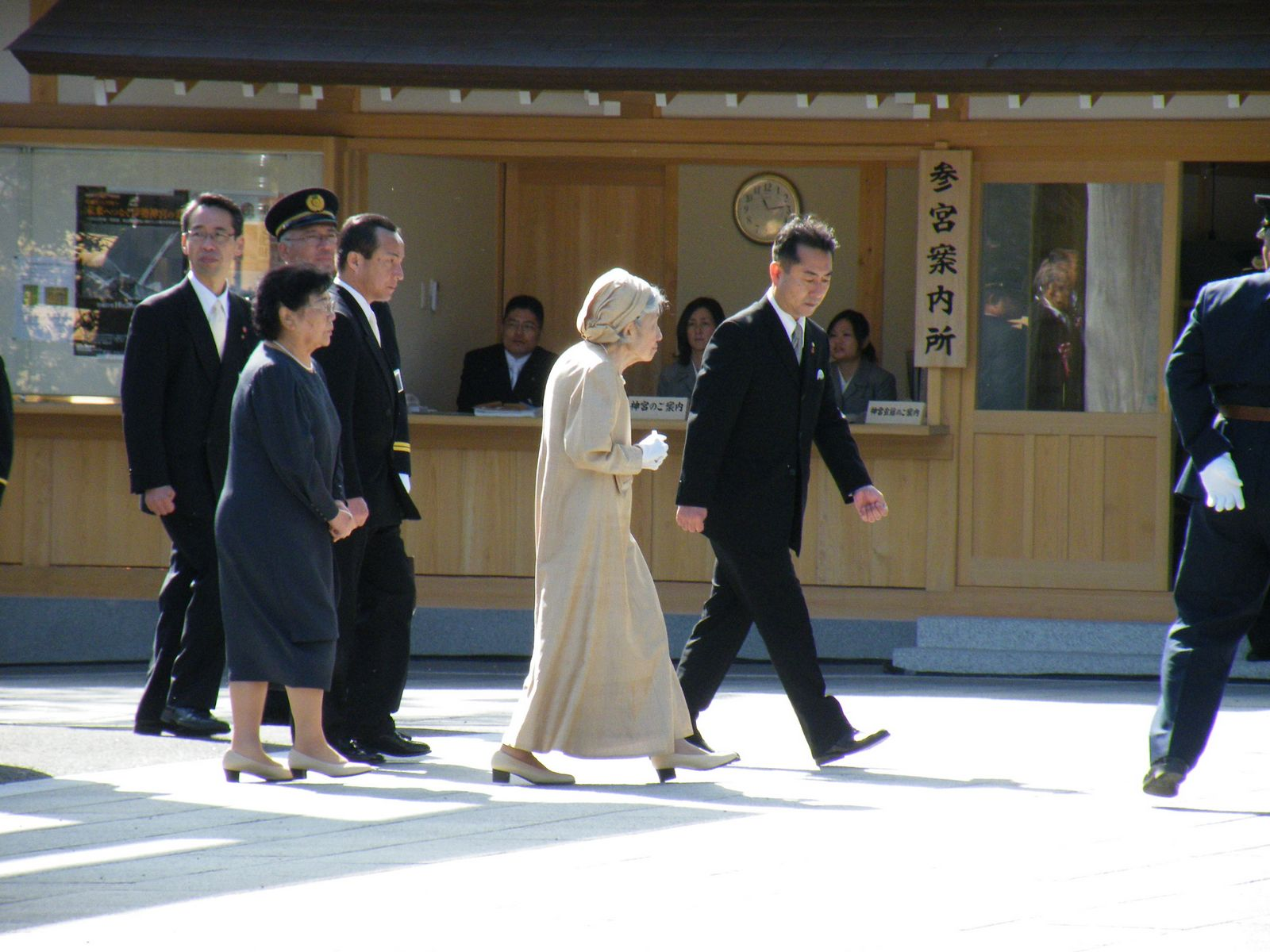
Atsuko Ikeda nel santuario di Ise ad Ise (Giappone), il 3 novembre 2009.
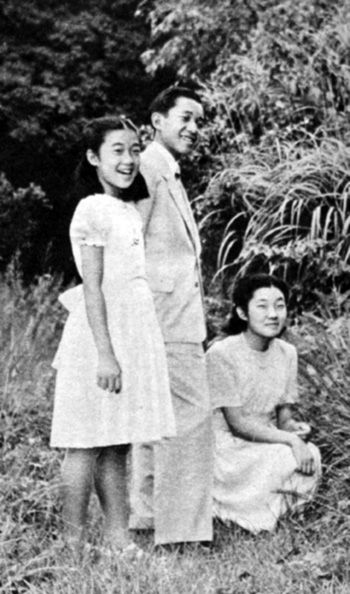
La principessa Atsuko con suo fratello, Akihito, e sua sorella, Takako, nel settembre del 1950.
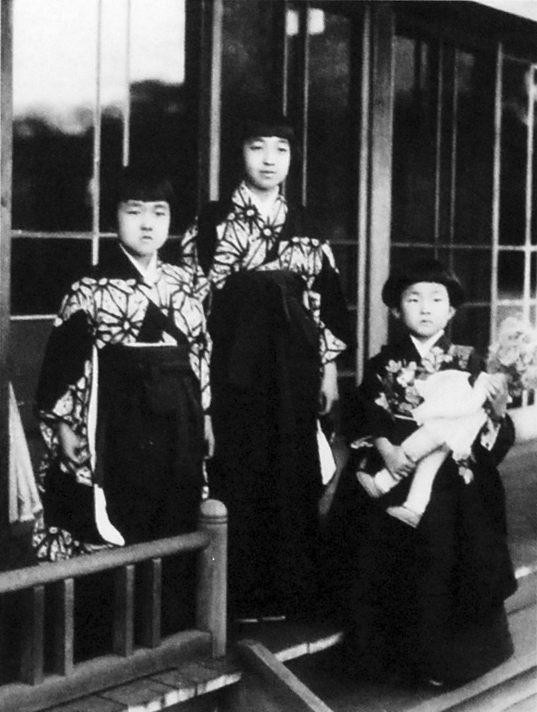
La principessa con le sorelle.
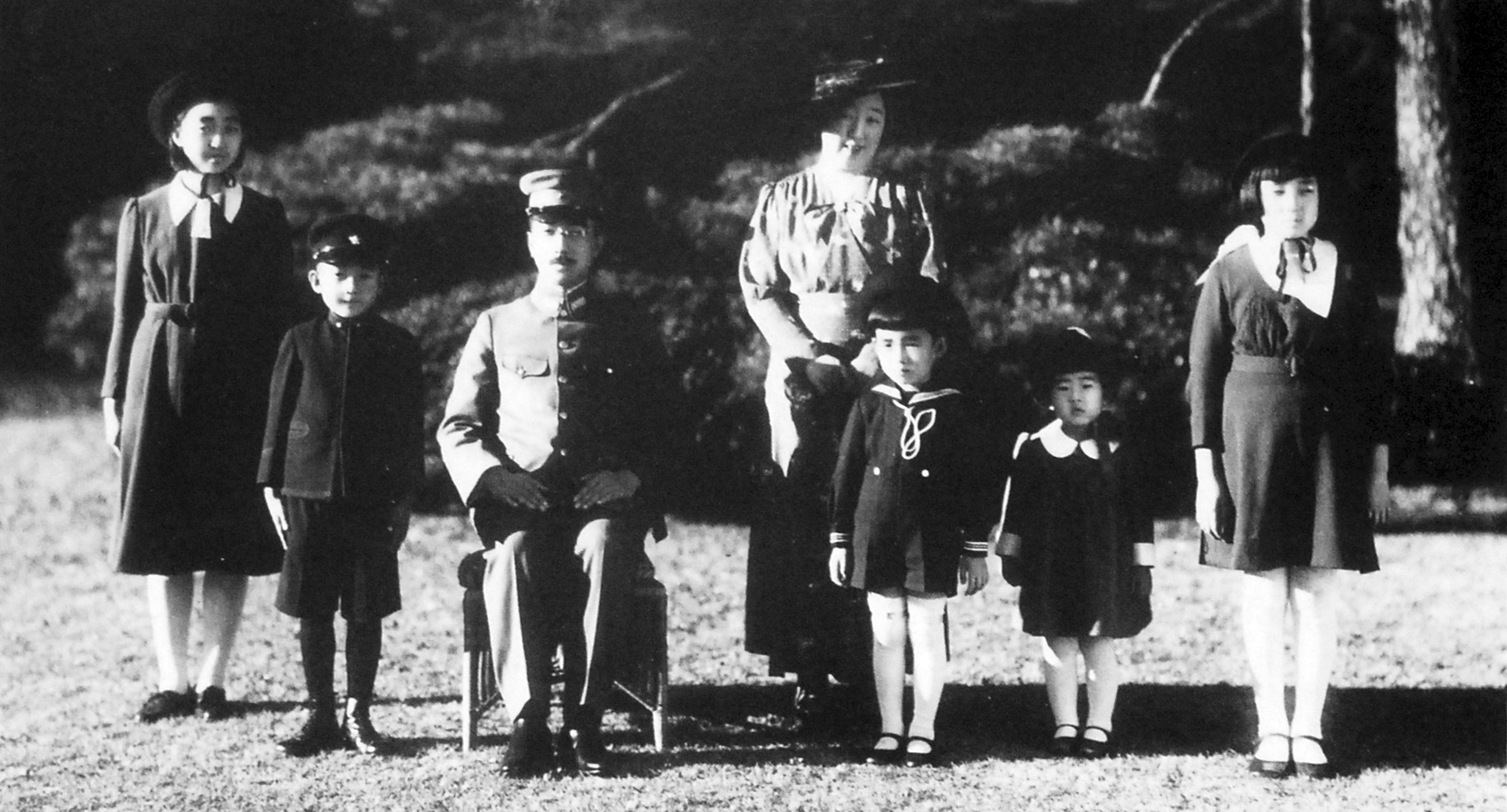
L'imperatore Hirohito con la sua famiglia il 7 dicembre 1941.